# Instituto Federal de Evaluación de Riesgos

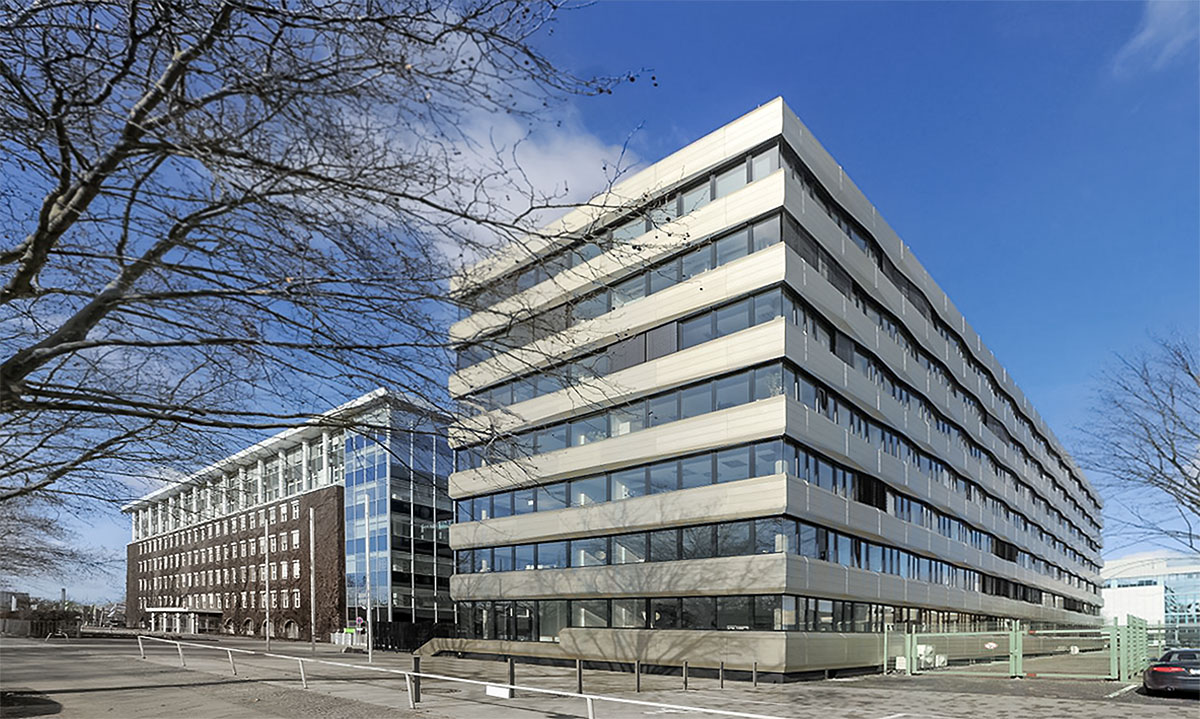
Edificio de laboratorio y edificio de oficinas.

El Instituto Federal de la Evaluación de Riesgos (en alemán: Bundesinstitut für Risikobewertung; en lo sucesivo BfR) es una institución alemana y tiene la tarea de asesorar científicamente a la República Federal en cuestiones de seguridad de alimentos, seguridad de productos, seguridad de químicas, contaminantes de la cadena alimentaria, bienestar de los animales y protección de la salud de los consumidores. El BfR es un instituto de Derecho Público, con personalidad jurídica, sujeta directamente a la República Federal de Alemania. El instituto está subordinado al Ministerio Federal de Alimentación y Agricultura de Alemania (Bundesministerium für Ernährung und Landwirtschaft; BMEL). Otras supervisiones técnicas serán llevadas a cabo por el Ministerio Federal Alemán de Medio Ambiente, Protección de la Naturaleza, Obras Públicas y Seguridad Nuclear (seguridad de productos químicos, contaminantes ambientales en alimentos y piensos) y el Ministerio Federal de Transportes (transporte de mercancías peligrosas, Convenio Internacional para el Control y la Gestión del Agua de Lastre, Comando Central de Emergencias Marítimas).

## Funciones
El trabajo del BfR se basa en varias legislaciones alemanas, entre otros, en la ley, por la que se creaba el BfR, el Código de Alimentos y Piensos (Lebensmittel- und Futtermittelgesetzbuch, LFGB), Ley de Protección contra Enfermedades Infecciosas (Infektionsschutzgesetz, IfSG), Ley de Protección Fitosanitaria, Ley de Productos Químicos, Ley de Detergentes y Productos de Limpieza. En el marco de una reorganización de la protección sanitaria del consumidor y de la seguridad alimentaria y después de que surgiera la crisis de la EEB nació en el año 2002 el BfR. El instituto emplea a más de 750 personas.
El BfR comunica sus evaluaciones según la ley, por la que se creaba, independientemente de la política, es decir, que por ley no está sujeto, en materia de sus evaluaciones científicas, a ninguna supervisión técnica y, por lo tanto, en cuestiones científicas sin resolver y en crisis, tiene una función de referencia y orientación científica para los consumidores, la política (la Federación y los Länder), la economía, los medios de comunicación pero también para asociaciones y la ciencia. Las tres principales funciones seguridad de alimentos, seguridad del producto y seguridad de productos químicos incluyen un amplio abanico de temas. 
Por ello, es posible contactar al BfR para
- Cuestiones sobre la seguridad biológica de alimentos como en el caso de zoonosis (germen patógeno como la salmonela que puede transmitirse de animales a seres humanos), su investigación, vías de contagio y propagación
- Cuestiones sobre toxinas microbianas, por ejemplo, en mariscos o sobre resistencia a los antibióticos de gérmenes
- Cuestiones sobre la higiene de los alimentos
- Cuestiones sobre ingredientes alimentarios tales como la cumarina en la canela o la formación de benceno en zumo de zanahoria (toxicología de los alimentos)
- Cuestiones sobre riesgos alimentarios, por ejemplo, derivados de complementos alimenticios, sobre alergias o alimentos funcionales como fitoesteroles en grasas de untar para bajar el nivel de colesterol
- Cuestiones sobre alimentos modificados genéticamente
- Cuestiones sobre la contaminación de los alimentos por toxinas ambientales como las dioxinas, los policlorobifenilos (PCB) o los hidrocarburos aromáticos policíclicos (HAP)
- Cuestiones sobre la seguridad de piensos
- Cuestiones sobre productos fitosanitarios y biocidas
- Cuestiones sobre envenenamientos
- Cuestiones sobre el transporte seguro de sustancias tóxicas
- Cuestiones sobre la nanotecnología en alimentos, productos para el consumidor o productos cosméticos
- Cuestiones sobre la seguridad de productos cosméticos, textiles, juguetes, pipas de agua, envasados de alimentos y otros productos de consumo
- Cuestiones sobre los métodos alternativos a la experimentación animal

## Departamentos del BfR
Además de la dirección con sus oficinas, el BfR cuenta actualmente con nueve departamentos.
- Administración
- Comunicación de Riesgos
- Exposición
- Seguridad Biológica
- Seguridad Alimentaria
- Seguridad de Plaguicidas
- Seguridad de Sustancias Químicas y de Productos
- Seguridad en la Cadena Alimentaria
- Toxicidad Experimental y ZEBET (Centro de Documentación y Evaluación de Métodos Alternativos a la Experimentación Animal)